# Saurauia klinkii
Saurauia klinkii är en tvåhjärtbladig växtart som beskrevs av Karl Moritz Schumann och Lauterb. Saurauia klinkii ingår i släktet Saurauia och familjen Actinidiaceae. Inga underarter finns listade i Catalogue of Life.